# Eutelsat 59A
Eutelsat 59A war ein Fernsehsatellit der Eutelsat S.A. (vormals European Telecommunications Satellite Organization) (Eutelsat) mit Sitz in Paris.

## Missionsverlauf
Der Satellit wurde am 28. August 2002 unter dem Namen Atlantic Bird 1 gestartet. Als Eutelsat am 1. März 2012 das Bezeichnungssystem der Satelliten änderte, erhielt er gemäß seiner Orbitalposition den Namen Eutelsat 12 West A. Später wurde er bei 12,5° West von Eutelsat 12 West B abgelöst und nach 36,4° West verschoben. Sein Name wurde entsprechend angepasst. Im Jahr 2018 wurde er erneut repositioniert, diesmal auf 59° Ost. Dort erhielt er seinen aktuellen Namen Eutelsat 59A.
Im Oktober 2018 wurde er außer Betrieb genommen und in einen Friedhofsorbit manövriert.

## Empfang
Der Satellit kann in Nordamerika, Südamerika und Europa empfangen werden. Die Übertragung erfolgt im Ku-Band.